# 北川久
北川 久（きたがわ ひさし、1960年 - 金沢市生まれ ）は、日本のエスペランティスト、編集者、翻訳家である。日本エスペラント協会認定講師。
1972年にエスペランティストであった父の影響で、エスペラントを学び始める。
1981年6月から1982年3月まで、世界エスペラント協会（UEA)中央事務局（ロッテルダム）で全世界エスペランティスト青年機構（TEJO)とUEAのボランティアを務め、それ以来、国際的なエスペラント運動と密接な連絡をとってきた。
1985年から2000年まで、彼は日本エスペラント協会事務局員であり、その機関誌『エスペラント』の編集者を務めた。
1986年1月には、自身の妻及び数名の仲間と川崎エスペラント会を設立した。
1986年8月5日から7日まで、JEIが主催したエスペラント発表100周記念社会言語学シンポジウムで同時通訳者を務めた。
1990年にドイツのマルティン・ブルケルト（結婚後はマルカリアンと改姓）が執筆した絵本『木が逃げた』を日本語訳し、対訳本としてリブロテーコ東京から出版した。日本語テキストとの対訳になっているため、エスペラントで書かれた子供向けの本としては異例の大部数が販売された。
1994年には大学書林国際語学アカデミー（DILA）の入門クラスで教え始める。これはそれまで数年間、登録者不足のために開講に至らなかったもの。翌年には継続クラスも開講された。
1996年3月、東京で数名の友人とともに「言語帝国主義研究会」を創設し、2002年まで社会言語学に関する本や記事の読書会を定期的に行った 。
1996年6月24日から7月12日まで、サンフランシスコ州立大学で開催された北米エスペラント夏季講習会でエスペラントを教えた。
1998年には、一緒の他のメンバーと、アントン・チェーホフの短編小説に基づいた、夏の別荘で休暇を過ごすカップルについてのビデオ映画"En somera vilaĝo"（「夏の村にて」の意）を製作した。
2000年に、一橋大学言語社会研究科修士課程を修了した。
2000年以降、フリーランスの編集者および翻訳家である。
2007年8月2日から3日まで、上智大学で開催された第5回新渡戸記念国際シンポジウムで、日本語・エスペラント間の同時通訳チームの一員を務めた。
2007年8月5日には第92回世界エスペラント大会（横浜）の公開番組の一つとして企画された「朗読の夕べ：エスペラントの詩×日本の詩」において、谷川俊太郎とエスペラントの詩人との間を取り持つ3名の通訳の1人を務めた。
2013年から2014年にかけて、谷川俊太郎の作品のエスペラント訳を『エスペラント』誌に寄稿した 。2015年にこれらの詩は、ニューヨークで発行されているBeletra almanako第23号にも掲載された 。
2015年夏の時点で、彼は Jouko Lindstedt（フィンランド）と James Rezende Piton（ブラジル）とともにUEA文芸コンクールの児童書に関する審査員である。
2021年9月現在、東京外国語大学オープンアカデミーでエスペラントを教えている。

## 著作
- (日本語訳) 『木が逃げた』、マルティン・ブルケル、リブロテーコ東京、1990年。
- (共著) 『知っておきたいエスペラント動詞100』、『エスペラント日本語辞典』編集委員会、日本エスペラント学会、1995年。
- (ビデオ) En somera vilao、1998年。
- (共著) 『エスペラント日本語辞典』、『エスペラント日本語辞典』編集委員会、日本エスペラント学会、2006年。
- (エスペラント訳) 『自転車銀太の旅』、山崎泉・ビーバンダン小学校の生徒たち、日本ベトナム友好協会川崎支部、2008年。
- （日本語訳・共訳）『ダグラス・ラミスの思想自選集：「普通」の不思議さ』、萬書房、2017年。
- (エスペラント訳) 『漢字学習辞典エスペラント語版』、Jack Halpern、2019年。